# Sarmiza Bilcescu

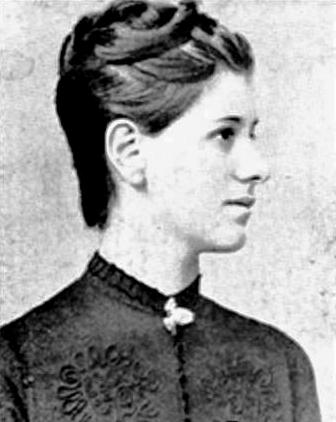
Sarmiza Bilcescu

Sarmiza Bilcescu-Alimănişteanu (auch Sarmisa Bilcesco; * 27. April 1867; † 26. August 1935) war eine rumänische Juristin und die erste Frau, die an der Sorbonne in Rechtswissenschaften promovierte.

## Leben
Ab 1884 studierte Sarmiza Bilcescu Rechtswissenschaft an der Universität von Paris (Sorbonne). Dort promovierte sie in französischer Sprache mit einer Dissertation über die rechtliche Situation von Müttern (unter dem Originaltitel „De la condition légale de la mère“). Sie war die erste Juristin der Rechtswissenschaftlichen Pariser Universität. Im Jahr 1891 erhielt sie die Zulassung für die Rechtsanwaltskammer im Kreis Ilfov in der Region Walachei. Damit war sie die erste Anwältin Europas. Sie trat jedoch nicht bei Gericht auf, sondern gab kostenlosen Rechtsbeistand. Sarmiza heiratete Constantin Alimănișteanu.
Später widmete sie sich ausschließlich der „Gesellschaft der rumänischen Töchter“ (rumänisch: Societatea Domnişoarelor Române), zu deren Gründungsmitglied sie neben Sabina Cantacuzino und Ana Haret gehörte. Hier entwickelte sie eine feministische Theorie, in der sie neue Perspektiven der Frau erörterte.